# Lenguas de Australia

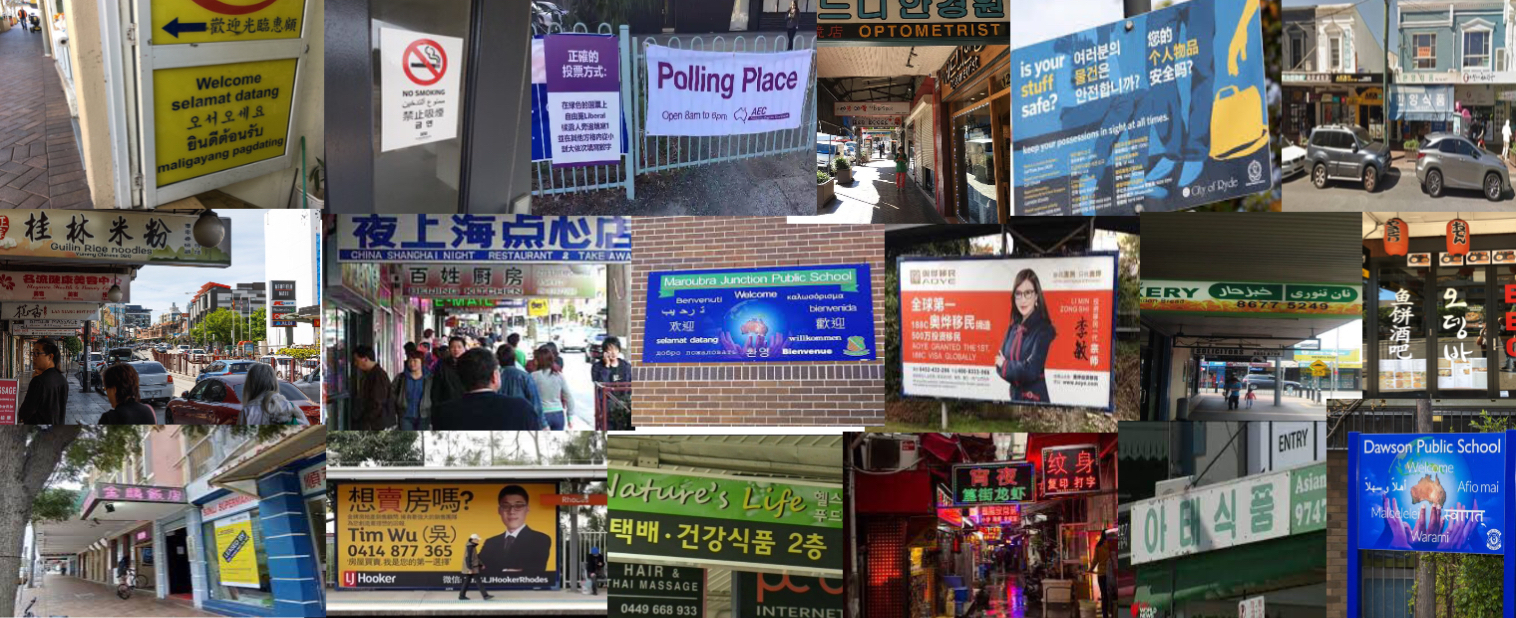
Letreros bilingües en Sídney.

Las lenguas de Australia son las principales lenguas históricas y actuales utilizadas en Australia y sus islas costeras. Se cree que existían más de 250 lenguas aborígenes australianas en la época del primer contacto europeo. El inglés es la lengua mayoritaria de Australia en la actualidad. Aunque no tiene estatus legal oficial, es el idioma oficial y nacional de facto. El inglés australiano es una variedad principal del idioma con un acento y léxico distintivos, y difiere ligeramente de otras variedades del inglés en gramática y ortografía.
En la actualidad se hablan entre 120 y 170 lenguas y dialectos indígenas, pero muchos de ellos están en peligro de extinción. Las lenguas criollas más habladas son el kriol y el yumplatok (criollo del Estrecho de Torres). Otras lenguas típicamente australianas son el lenguaje de signos australiano (Auslan), los lenguajes de signos indígenas y el norf'k-pitcairn, hablado sobre todo en la isla de Norfolk.
Las grandes oleadas de inmigración tras la Segunda Guerra Mundial y en el siglo XXI aumentaron considerablemente el número de lenguas comunitarias habladas en Australia. En 2021, 5,8 millones de personas utilizaban en casa una lengua distinta del inglés. Las más comunes eran el mandarín, el árabe, el vietnamita, el cantonés, el punyabí, el griego, el italiano y el hindi.

## Inglés

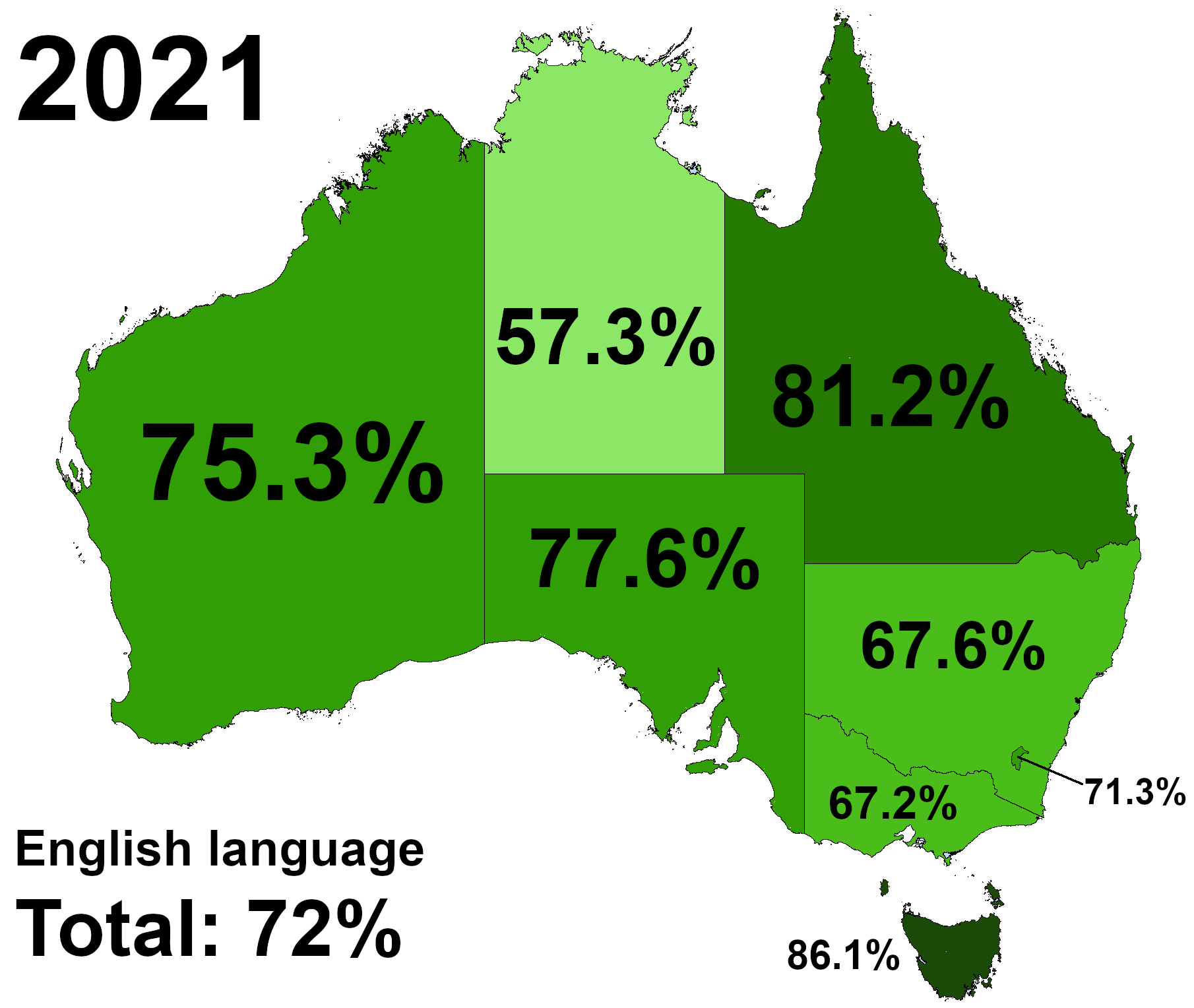
Población que sólo habla inglés en casa en 2021.

El inglés se introdujo en Australia con la colonización británica en 1788 y en las décadas siguientes fue superando gradualmente a las lenguas indígenas hasta convertirse en la lengua mayoritaria de Australia. Aunque el inglés no es la lengua oficial de Australia por ley, es la lengua oficial y nacional de facto. Es la lengua más hablada en el país y el 72 % de la población la utiliza como única lengua en el hogar. El aumento de la población inmigrante en la última década ha provocado un descenso del número de personas que sólo hablan inglés en casa.
| Estado/territorio                    | 2011 | 2016 | 2021 |
| ------------------------------------ | ---- | ---- | ---- |
| Nueva Gales del Sur                  | 72,5 | 68,5 | 67,6 |
| Victoria                             | 72,4 | 67,9 | 67,2 |
| Queensland                           | 84,8 | 81,2 | 81,2 |
| Australia Meridional                 | 81,6 | 78,2 | 77,6 |
| Australia Occidental                 | 79,3 | 75,2 | 75,3 |
| Tasmania                             | 91,7 | 88,3 | 86,1 |
| Territorio del Norte                 | 62,8 | 58,0 | 57,3 |
| Territorio de la Capital Australiana | 77,8 | 72,7 | 71,3 |
| Australia                            | 76,8 | 72,7 | 72,0 |

El inglés australiano es una variedad principal de la lengua con un acento y un léxico distintivos, y difiere ligeramente de otras variedades del inglés en gramática y ortografía. El australiano general (General Australian English) es el dialecto estándar.

## Lenguas aborígenes e isleñas del estrecho de Torres

Porcentaje de personas que hablan lenguas indígenas australianas por área local estadística según el censo de 2011.

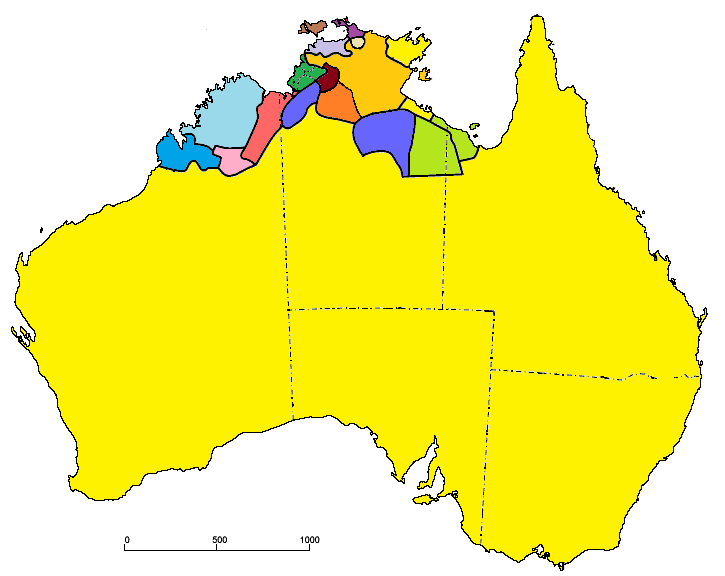
Familias lingüísticas aborígenes australianas. De oeste a este:
Lenguas nyulnyulanas
Lenguas worrorranas
Lenguas bunubanas
Lenguas jarrakanas
Lenguas mirndi
Lenguas Daly (4 familias)
Idioma wagiman
Lenguas yangmánicas
Idioma tiví
Lenguas de la región de Darwin
Lenguas iwaidjanas
Idioma giimbiyu
Lenguas macro-gunwiñwanas, incluyendo a las lenguas gunwinyguanas
Lenguas garawanas y tángkicas
Lenguas pama-ñunganas

Los humanos llegaron a Australia hace entre 50 000 y 65 000 años, pero es posible que la lengua ancestral de las lenguas indígenas existentes sea tan reciente como de 12 000 años. Se cree que existían más de 250 lenguas aborígenes australianas en el momento del primer contacto europeo. La Encuesta Nacional de Lenguas Indígenas (NILS) para 2018-19 encontró que más de 120 variedades de lenguas indígenas estaban en uso o siendo revividas, aunque 70 de las que están en uso están en peligro de extinción. El censo de 2021 encontró que 167 lenguas indígenas eran habladas en el hogar por 76 978 australianos indígenas. NILS y la Oficina Australiana de Estadísticas utilizan diferentes clasificaciones para las lenguas indígenas australianas.
Según el censo de 2021, las lenguas aborígenes e isleñas del estrecho de Torres clasificables con más hablantes son el yumplatok (criollo del estrecho de Torres) (7596 hablantes), el kriol (7403), el djambarrpuyngu (3839), el pitjantjatjara (3399), el warlpiri (2592), el murrinh-patha (2063) y el tiwi (2053). También había más de 10 000 personas que hablaban una lengua indígena que no se podía definir ni clasificar.

### Lenguas de las islas del estrecho de Torres
En las islas del estrecho de Torres, dentro del territorio australiano, se hablan tres lenguas por los habitantes melanesios de la zona: yumplatok (criollo del estrecho de Torres) (7596 hablantes utilizaban esta lengua en casa en 2021), Kalaw Lagaw Ya (875 hablantes) y meryam mir (256 hablantes). Meryam mir es una lengua papú, mientras que Kalaw Lagaw Ya es una lengua australiana.

### Lenguas tasmanas
Antes de la colonización británica, había entre cinco y dieciséis lenguas en Tasmania, posiblemente relacionadas entre sí en cuatro familias lingüísticas. La última hablante de una lengua tradicional de Tasmania, Fanny Cochrane Smith, murió en 1905. El palawa kani es una lengua en construcción, construida a partir de un compuesto de palabras supervivientes de varias lenguas aborígenes de Tasmania.

### Lenguas de signos indígenas
Las lenguas indígenas tradicionales a menudo incorporaban sistemas de signos para facilitar la comunicación con las personas con discapacidad auditiva, complementar la comunicación verbal y sustituirla cuando la lengua hablada estaba prohibida por motivos culturales. Muchos de estos sistemas de signos siguen utilizándose.

## Otras lenguas

### Lenguas de signos
La lengua de signos australiana Auslan era utilizada en casa por 16 242 personas en el momento del censo de 2021. Más de 30 000 australianos con pérdida total de audición utilizaban esta y otras lenguas de signos en 2024. Existe una pequeña comunidad de personas que utilizan la lengua de signos irlandesa australiana.

### Lenguas de los territorios externos
El pitcairnés-norfolkense, criollo del inglés y el tahitiano del siglo XVIII, fue introducido en la isla de Norfolk por los colonos de Pitcairn después de 1856. En 2021, lo utilizaban en casa 907 personas, la mayoría en la isla de Norfolk. El malayo de Cocos, criollo de base malaya, es hablado por unas 700 personas en las islas Cocos (Keeling) y Navidad.

### Otras lenguas habladas
La proporción de australianos que hablan una lengua distinta del inglés aumentó tras la Segunda Guerra Mundial debido a la inmigración de refugiados y desplazados de países europeos. En el siglo XXI, se produjo otro fuerte aumento de la inmigración, especialmente procedente de Asia. En 2021, 5,8 millones de personas (el 22,8 % de la población) declararon utilizar una lengua distinta del inglés en casa. Las diez más comunes eran: mandarín (2,7 % de los censados), árabe (1,4 %), vietnamita (1,3 %), cantonés (1,2 %), punyabí (0,9 %), griego (0,9 %), italiano (0,9 %), hindi (0,8 %), español (0,7 %) y nepalí (0,5 %).

#### Idioma español

Porcentaje de australianos que hablan español en sus hogares por área estadística local según el censo de 2011.

El español, hablado como lengua principal en casa por el 0,7 % de los australianos (171 378 personas), es la novena en número en el país.
La migración de hispanohablantes a Australia comenzó en el siglo XIX y aumentó durante el siglo XX con personas que emigraron de países hispanohablantes como España, Chile, Argentina, Uruguay, El Salvador, Nicaragua, Perú y Guatemala, influidas por diversos factores como las circunstancias económicas y políticas; junto con emigraciones posteriores desde países como Colombia, Venezuela, México y Ecuador en el siglo XXI. Debido a esta constante historia de emigración de países hispanohablantes a Australia, el español es considerado por el gobierno australiano como una «importante lengua comunitaria en todo el país».
Según datos del Instituto Cervantes, el español es una de las lenguas más estudiadas de Australia y, para finales del 2021, registró un total de 35 300 estudiantes de español en enseñanza primaria y 17 400 en enseñanza secundaria.